# Rajd Wysp Kanaryjskich 2003
Rajd Wysp Kanaryjskich 2003 (27. Rally de Canarias - El Corte Inglés) – 27 edycja rajdu samochodowego Rajd Wysp Kanaryjskich rozgrywanego na Wyspach Kanaryjskich. Rozgrywany był od 11 do 12 kwietnia 2003 roku. Była to dziewiąta runda Rajdowych Mistrzostw Europy w roku 2003 (rajd miał najwyższy współczynnik - 20) oraz druga runda Rajdowych Mistrzostw Hiszpanii.

## Klasyfikacja rajdu
| Miejsce                           | Kierowca                     | Pilot                        | Samochód                     | Czas                         | Strata                       |                              |
| Klasyfikacja generalna i ERC      | Klasyfikacja generalna i ERC | Klasyfikacja generalna i ERC | Klasyfikacja generalna i ERC | Klasyfikacja generalna i ERC | Klasyfikacja generalna i ERC | Klasyfikacja generalna i ERC |
| --------------------------------- | ---------------------------- | ---------------------------- | ---------------------------- | ---------------------------- | ---------------------------- | ---------------------------- |
| 1.                                | Miguel Campos                | Carlos Magalhães             | Peugeot 206 WRC              | 3:02:31.0                    | 0.0                          |                              |
| 2.                                | Miguel Fuster                | José Vicente Medina          | Citroën Saxo Kit Car         | 3:08:35.6                    | +6:04.6                      |                              |
| 3.                                | Antonio Ponce                | Dávila Rubén González        | Škoda Octavia Kit Car        | 3:10:06.2                    | +7:35.2                      |                              |
| 4.                                | Sergio Vallejo               | Diego Vallejo                | Fiat Punto S1600             | 3:12:04.1                    | +9:33.1                      |                              |
| 5.                                | José María Ponce             | Carlos Larrodé               | Volkswagen Polo S1600        | 3:12:54.1                    | +10:23.1                     |                              |
| 6.                                | David García Mastaglio       | Eugenio Yeray Mújica         | Citroën Saxo Kit Car         | 3:12:55.6                    | +10:24.6                     |                              |
| 7.                                | Santiago Concepción          | Víctor Del Rosario           | Mitsubishi Lancer Evo VI     | 3:15:12.9                    | +12:41.9                     |                              |
| 8.                                | Víctor Delgado               | José Gregorio Pérez          | Mitsubishi Carisma GT Evo VI | 3:16:25.2                    | +13:54.2                     |                              |
| 9.                                | Carlos Padilla               | Bernardino Guerra            | Renault Clio S1600           | 3:19:19.0                    | +16:48.0                     |                              |
| 10.                               | Javier Azcona                | Alejandro Noriega            | Renault Clio RS              | 3:24:28.3                    | +21:57.3                     |                              |
| Klasyfikacja mistrzostw Hiszpanii |                              |                              |                              |                              |                              |                              |
| 1.                                | Miguel Fuster                | José Vicente Medina          | Citroën Saxo Kit Car         | 3:08:35.6                    | 0.00                         |                              |
| 2.                                | Sergio Vallejo               | Diego Vallejo                | Fiat Punto S1600             | 3:12:04.1                    | +3:28.5                      |                              |
| 3.                                | José María Ponce             | Carlos Larrodé               | Volkswagen Polo S1600        | 3:12:54.1                    | +4:18.5                      |                              |
| 4.                                | David García Mastaglio       | Eugenio Yeray Mújica         | Citroën Saxo Kit Car         | 3:12:55.6                    | +4:20.0                      |                              |
| 5.                                | Santiago Concepción          | Víctor Del Rosario           | Mitsubishi Lancer Evo VI     | 3:15:12.9                    | +6:37.3                      |                              |
| 6.                                | Víctor Delgado               | José Gregorio Pérez          | Mitsubishi Carisma GT Evo VI | 3:16:25.2                    | +7:49.6                      |                              |
| 7.                                | Carlos Padilla               | Bernardino Guerra            | Renault Clio S1600           | 3:19:19.0                    | +10:43.4                     |                              |
| 8.                                | Javier Azcona                | Alejandro Noriega            | Renault Clio RS              | 3:24:28.3                    | +15:52.7                     |                              |